# Biskupi i arcybiskupi Wiednia
Biskupi i arcybiskupi Wiednia
| Wizerunek       | Nazwisko                                  | od              | do              |
| Administratorzy | Administratorzy                           | Administratorzy | Administratorzy |
| --------------- | ----------------------------------------- | --------------- | --------------- |
|                 | Leo von Spaur                             | 1469            | 1479            |
|                 | Johann Beckensloer                        | 1480            | 1482            |
|                 | Bernhard von Rohr                         | 1482            | 1487            |
|                 | Urban Dóczi                               | 1488            | 1490            |
|                 | Mathias Scheidt                           | 1490            | 1493            |
|                 | Johann Vitéz                              | 1493            | 1499            |
|                 | Bernhard von Pollheim                     | 1500            | 1504            |
|                 | Franz Bakocz                              | 1504            | 1509            |
|                 | Johannes Gosztónyi de Felsöszeleste       | 1509            | 1513            |
| Biskupi         |                                           |                 |                 |
|                 | Georg von Slatkonia                       | 1513            | 1522            |
|                 | Petrus Bonomo                             | 1522            | 1523            |
|                 | Johann von Revellis                       | 1523            | 1530            |
|                 | Johann Faber                              | 1530            | 1541            |
|                 | Friedrich Nausea                          | 1541            | 1552            |
|                 | Christoph Wertwein                        | 1552            | 1553            |
|                 | Piotr Kanizjusz (Administrator)           | 1554            | 1555            |
|                 | Anton Brus von Müglitz                    | 1558            | 1563            |
|                 | Urban Sagstetter von Gurk (Administrator) | 1563            | 1568            |
|                 | Johann Caspar Neubeck                     | 1574            | 1594            |
|                 | Melchior Klesl                            | 1598            | 1630            |
|                 | Anton Wolfradt                            | 1631            | 1639            |
|                 | Philipp Friedrich Graf Breuner            | 1639            | 1669            |
|                 | Wilderich Freiherr von Waldendorff        | 1669            | 1680            |
|                 | Emerich Sinelli                           | 1680            | 1685            |
|                 | Ernest Graf von Trautson                  | 1685            | 1702            |
|                 | Franz Anton Graf von Harrach              | 1702            | 1705            |
|                 | Franz Ferdinand Freiherr von Rummel       | 1706            | 1716            |
| Arcybiskupi     |                                           |                 |                 |
|                 | Sigismund von Kollonitz                   | 1716            | 1751            |
|                 | Johann Joseph von Trautson                | 1751            | 1757            |
|                 | Christoph Anton von Migazzi               | 1757            | 1803            |
|                 | Sigismund Anton Graf von Hohenwart        | 1803            | 1820            |
|                 | Leopold Maximilian von Firmian            | 1822            | 1831            |
|                 | Vincenz Eduard Milde                      | 1832            | 1853            |
|                 | Joseph Othmar von Rauscher                | 1853            | 1875            |
|                 | Johann Rudolf Kutschker                   | 1876            | 1881            |
|                 | Cölestin Josef Ganglbauer                 | 1881            | 1889            |
|                 | Anton Josef Gruscha                       | 1890            | 1911            |
|                 | Franz Xavier Nagl                         | 1911            | 1913            |
|                 | Friedrich Gustav Piffl                    | 1913            | 1932            |
|                 | Theodor Innitzer                          | 1932            | 1955            |
|                 | Franz König                               | 1956            | 1986            |
|                 | Hans Hermann Groër                        | 1986            | 1995            |
|                 | Christoph Schönborn                       | 1995            | 2025            |